# 顧可容
顧可容（英語：Koo Hor Yung Charmian，1978年8月11日—），香港女子橋牌選手。

## 簡歷
2018年8月，顧可容代表中國香港參加2018年亞洲運動會橋牌比賽，與陳佩怡、黃慧敏、楊凱寧、何煒霖和何凱桐合作贏得超級混合團體賽銀牌。